# محفظة ظاهرة
المحفظة الظاهرةهي عبارة عن سلسلة من سبل من ألياف المادة البيضاء في الدماغ. تسري تلك الألياف بين الجزء الوحشي (نحو الجانب من الرأس) من النواة العدسية والعائق "claustrum".
تحتوي المادة البيضاء للمحفظة الظاهرة على ألياف تعرف بالألياف الترابطية القشر قشرية "corticocortical association fibers". هذه الألياف مسؤولة عن ربط قشرة الدماغ بمنطقة أخرى من القشرة الدماغية. وتظهر الكبسولة نفسها على أنها شريحة رقيقة من المادة البيضاء.
تعتبرالمحفظة الظاهرة هي الطريق الذي تعبر من خلاله الألياف الكولينية من الدماغ الأمامي القاعدي إلى القشرة المخية.
في النهاية، تتصل بالمحفظة الغائرة حول النواة العدسية.

## صور إضافية

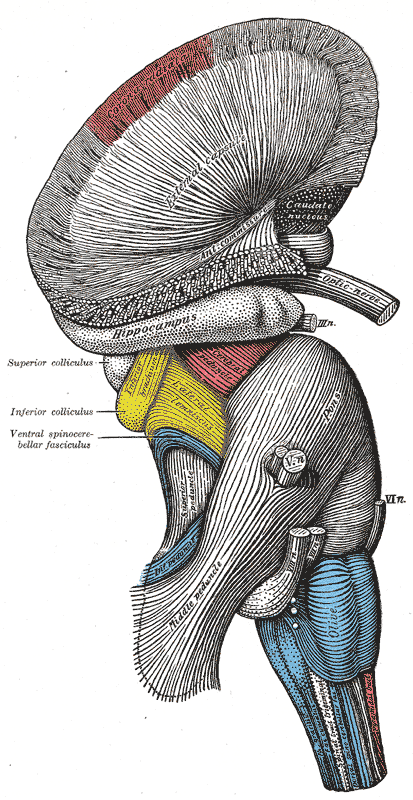
تشريح سطحي لجذع الدماغ. منظر جانبي.
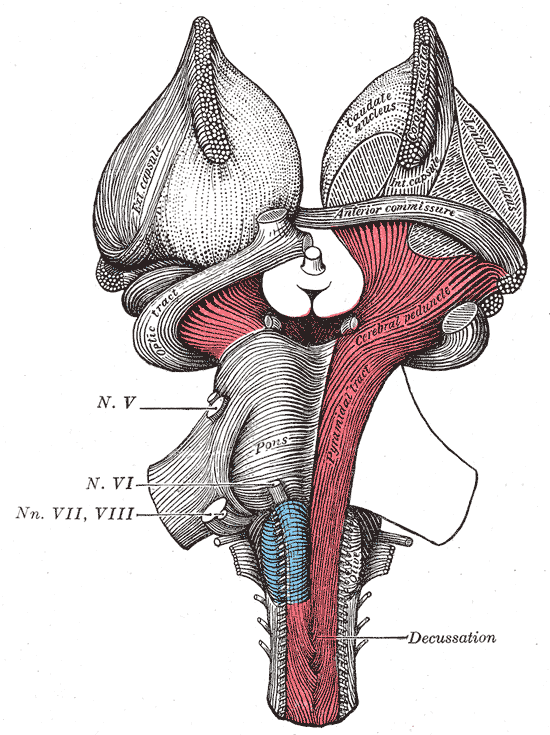
تشريح سطحي لجذع الدماغ. منظر أمامي.
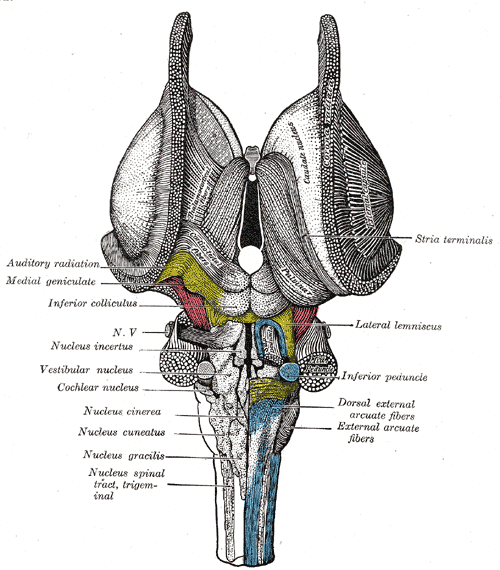
تشريح سطحي لجذع الدماغ. منظر ظهراني.
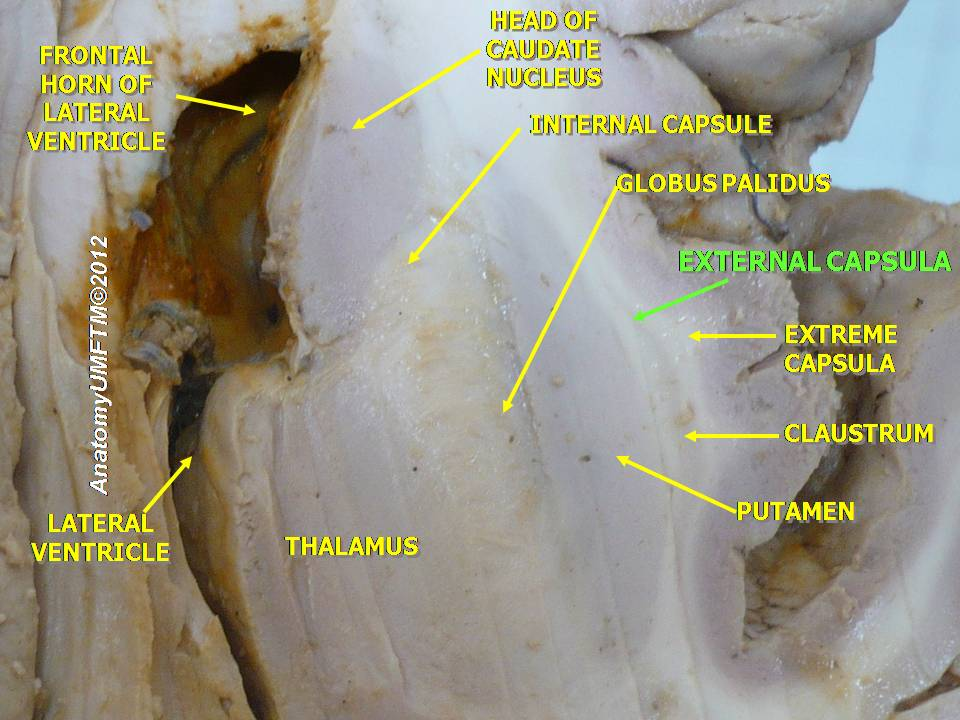
المحفظة الظاهرة.الكلمة التي تشير إليها مُلَونة باللون الأخضر.
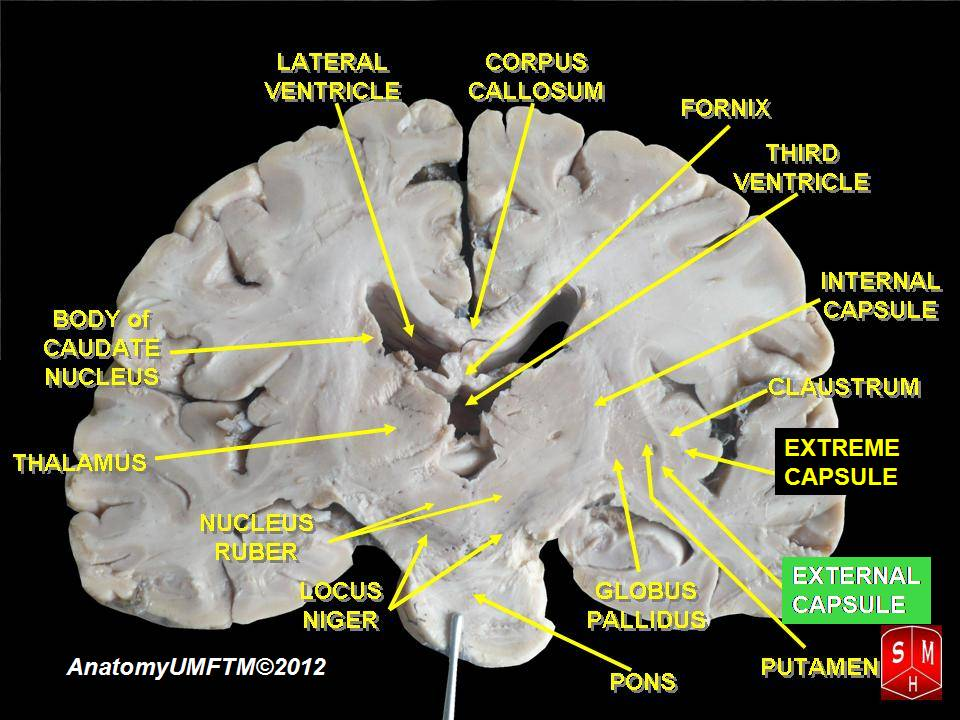
المحفظة الظاهرة. هنا تجد كلمة المحفظة الظاهرة "External capsule" مُحاطة بمربع أخضر اللون.

## وصلات خارجية
- Anatomy diagram: 13048.000-2 at Roche Lexicon - illustrated navigator, Elsevier
- Image at Univ. of South Carolina